# Ivan Korčok
Ivan Korčok, né le 4 avril 1964 à Banská Bystrica, est un homme politique slovaque.

## Biographie
Il est jusqu'en 2004 l'un des 105 membres de la Convention sur l'avenir de l'Europe chargée de rédiger le Traité établissant une Constitution pour l'Europe, représentant le gouvernement slovaque.
Il est membre de la Convention européenne, où il remplace Ján Figeľ, de 2002 à 2005.
Il est ambassadeur de Slovaquie à Berlin de 2005 à 2009, puis représentant permanent de la Slovaquie auprès de l'Union européenne de 2009 à 2015, date à laquelle il retrouve son poste de secrétaire d'État au ministère des Affaires étrangères.
Le 21 mars 2020, alors qu'il est en poste comme ambassadeur aux États-Unis, il ne peut pas prendre ses fonctions de ministre des Affaires étrangères du fait de l'impossibilité pour lui de quitter le territoire américain. Il prête finalement serment le 8 avril. En avril 2021, il est reconduit dans ses fonctions au sein du gouvernement d'Eduard Heger. Le 5 septembre 2022, le parti Liberté et solidarité se retire du gouvernement, entraînant la démission de Korčok.
Ivan Korčok se présente à l’élection présidentielle slovaque de 2024. Le 23 mars, il arrive en tête du premier tour avec 42,52 % des voix et se qualifie pour le second tour face à Peter Pellegrini. Il est battu au second tour le 6 avril.